# Resolutie 155 Veiligheidsraad Verenigde Naties
Resolutie 155 van de Veiligheidsraad van de Verenigde Naties werd unaniem aangenomen door de VN-Veiligheidsraad op 24 augustus 1960.

## Inhoud
De Veiligheidsraad had de aanvraag (voor VN-lidmaatschap) van de Republiek Cyprus bestudeerd, en beval de Algemene Vergadering aan het lidmaatschap van de Verenigde Naties aan Cyprus toe te kennen.

## Verwante resoluties
- Resolutie 153 Veiligheidsraad Verenigde Naties (Gabon)
- Resolutie 154 Veiligheidsraad Verenigde Naties (Centraal-Afrikaanse Republiek)
- Resolutie 158 Veiligheidsraad Verenigde Naties (Senegal)
- Resolutie 159 Veiligheidsraad Verenigde Naties (Mali)

Lijst ·  133 ·  134 ·  135 ·  136 ·  137 ·  138 ·  139 ·  140 ·  141 ·  142 ·  143 ·  144 ·  145 ·  146 ·  147 ·  148 ·  149 ·  150 ·  151 ·  152 ·  153 ·  154 ·  155 ·  156 ·  157 ·  158 ·  159 ·  160